# Enrique B. Moreno
Enrique B. Moreno, all'anagrafe Enrique Melchor Baltazar Moreno Monti di Oca (Tacna, 4 gennaio 1846 – Alta Gracia, 19 giugno 1923), è stato un militare, diplomatico e politico argentino.
Fu inviato come ministro argentino in Paraguay, Uruguay e Brasile.

## Biografia

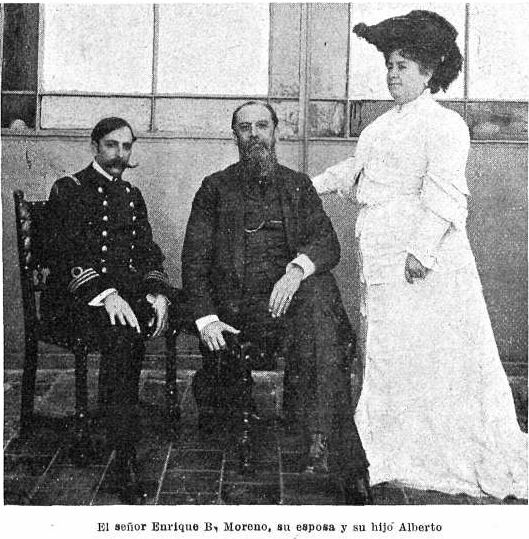
Enrique B. Moreno con la moglie e il figlio Alberto Moreno Torres

Enrique B. Moreno nacque a Tacna, Perù, nel 1846, dove si erano rifugiati i suoi genitori per motivi politici. Nel 1860, ritornò a Buenos Aires con l'intenzione di continuare gli studi, ma si arruolò a 16 anni nella Guardia Nazionale al comando di Manuel Quintana. Intraprese la carriera militare e nel 1865 partecipò alla Guerra del Paraguay. Fu promosso capitano e fu anche ferito a  Carcarañá. Lasciò il servizio attivo dedicandosi alla diplomazia ma nel 1872, nominato tenente colonnello, intervenne per reprimere  la rivoluzione di López Jordán impedendo lo sbarco sulla costa  di Quilmes.
Nel 1880 fu eletto deputato nazionale, carica che ricoprì per poco tempo poiché il presidente Avellaneda lo inviò in Paraguay come rappresentante di affari internazionali. Nel 1881 prese parte alla fondazione di Necochea
Nel 1883 fu di nuovo in Uruguay come Ministro plenipotenziario e due anni più tardi venne mandato in Brasile dove rimase sino al 1891. Le sue doti di diplomatico lo portarono quindi in Italia nel 1895, nominato dal presidente José Evaristo di Uriburu, ampliando in seguito il raggio d'azione in altri paesi europei come la Svizzera, il Belgio e i Paesi Bassi. Nel 1909 svolse lo stesso incarico di nuovo in Uruguay. Per il suo lavoro nella diplomazia ebbe numerosi riconoscimenti. 
Nel 1895 Enrique B. Moreno arrivò a Roma. Oltre ad  essere responsabile del pensionato argentino in Italia, Moreno, ministro plenipotenziario a Roma dal 1895 al 1911, conosceva molto da vicino l'ambiente artistico e intellettuale della città e svolse un ruolo importante nei desideri di proiezione internazionale della Repubblica Argentina (Katzenstein, 1997) e fu il promotore diretto nel progetto di creare una scuola argentina di belle arti a Roma. Nel suo primo rapporto dalla capitale italiana, che fu pubblicato nelle Memorie del Ministero degli Affari Esteri e del Culto del 1897, elogiò l'"invidiabile esaltazione in materia istituzionale" che la Repubblica Argentina aveva raggiunto, rilevando tuttavia che mancava "qualcosa di indispensabile nei popoli che aspirano a mantenere l'alto livello di cultura che sono stati in grado di conquistare, ci manca l'educazione artistica" (Moreno, 1897: 211-212). Fin dal suo arrivo – probabilmente aiutato da amici del mondo intellettuale e artistico – aveva studiato il funzionamento delle accademie di belle arti italiane e straniere che vi si erano insediate, affermava nel rapporto, e si chiedeva: "Perché la Repubblica Argentina che marcia alla testa delle sue sorelle in Sud America, non dovrebbe avviare la creazione di un'accademia di belle arti a Roma?" (Moreno, 1897: 212). 
Moreno ebbe un ruolo anche nell'accordo sulla linea di confine tra Uruguay e Argentina lungo il corso del fiume Uruguay, indefinita fino 1916. I due paesi rispettavano un modus vivendi, per il quale la linea di confine coincideva con la linea del canale usato dalle navi di maggiore stazza. Analisi tecniche successivo però erano arrivate alla conclusione che, in molti settori del fiume, il confine non seguiva in realtà il canale più profondo, quindi per molte isole non era chiara l'effettiva sovranità.
Nel gennaio 1916, il governo uruguaiano inviò al governo argentino un progetto di trattato in cui il confine era stabilito in base al criterio del talweg, andando così incontro alla posizione tradizionale del governo argentino su cui fino ad allora non c'era stato accordo. La proposta fu tradotta nel trattato del 28 settembre 1916 e firmata dal cancelliere uruguaiano Baltasar Brum e da Enrique B. Moreno in qualità di ministro argentino a Montevideo. La prima clausola di questo trattato ha disposto che "la linea divisoria tra la Repubblica Argentina e la Repubblica Orientale dell'Uruguay dallo sbocco del Cuareim, seguirà per il talweg del fiume Uruguay fino allo sbocco nel Mar del Plata, ponendo sotto il dominio argentino le isole situate a occidente della linea divisoria e sotto il dominio uruguaiano le isole situate a oriente di tale linea".
Morì ad Alta Grazia, Córdoba, nel 1923. I suoi resti riposano nel cimitero della Recoleta.